# Sárosi Katalin
Sárosi Katalin (Budapest, 1930. június 23. – Budapest, 2000. november 1.) EMeRTon-díjas magyar táncdalénekesnő.

## Élete

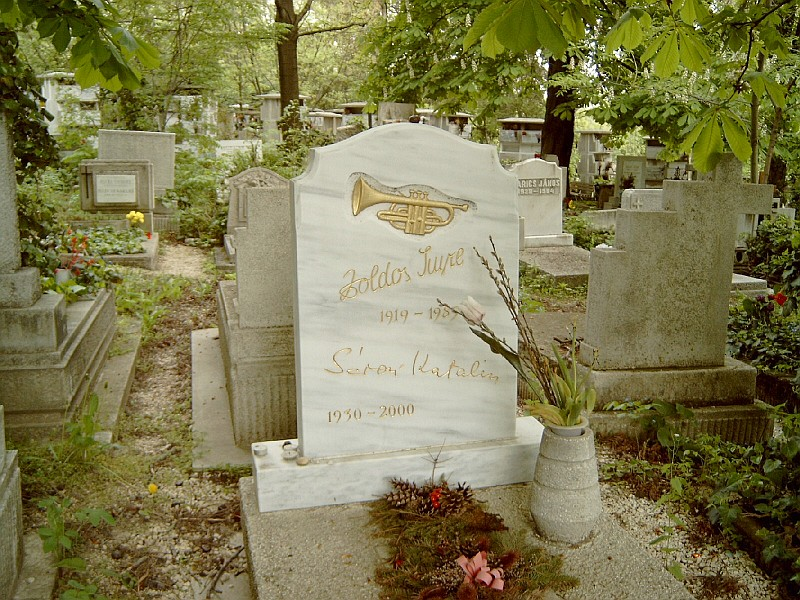
Sárosi Katalin és Zsoldos Imre sírja Budapesten. Farkasréti temető: 24/3-1-12.

A Liszt Ferenc Zeneművészeti Főiskola elvégzése után a Napsugár énekegyüttes tagjaként kezdte zenei karrierjét. Igazi sztárrá viszont szólóénekesként vált 1959-ben, az ugyanakkor feltűnt Mikes Évával, Toldy Máriával és Koós Jánossal. Az egyik legnépszerűbb, legkedveltebb énekesnő volt a hatvanas évek elején, többször turnézott külföldön is (1968-ban például a Szovjetunióban, ahol díjat is nyert). Több száz rádiófelvétele készült, állandó résztvevője volt a táncdalfesztiváloknak.
A beat előretörésével, a hetvenes években már veszített népszerűségéből, visszavonult a színpadtól. 1985-ben férjével, Zsoldos Imrével autóbalesetet szenvedett, amelyben férje életét vesztette.
A nosztalgiahullám még többször divatba hozta: 1979-ben Sárosi Katalin énekel címmel megjelent egy válogatáslemeze; 1987-ben Putnoki Gáborral osztozott egy nagy lemezen; 1997-ben pedig a Csinibaba című film elevenítette fel egyik legnagyobb slágerét, a Különös éjszakát.
2020. november 27., Különös éjszaka volt címmel jelent meg Zsoldos Gábor Dedy könyve, ami szüleiről, Sárosi Katalin és Zsoldos Imre-ről szól.

## Díjak
- EMeRTon-díj (posztumusz) (2000)
- Lyra-díj[3]

## Legismertebb dalai
- Különös éjszaka (1959)
- Csak félig lenne meg az, ami nincs (1960)
- Elég volt egy másodperc (1961)
- Ugye, te is akarod? (1961)
- Oh, hully-gully (1963) (Nádas Gábor-Szenes Iván)
- Imádok élni (1966)
- Lassan bandukolva (1967)
- Társas út (1969)

### YouTube-videók
- Lassan bandukolva
- Ugye, te is akarod?
- A két karod
- Love Story
- Zsoldos Gábor Dedy: Különös éjszaka volt. Zsoldos Imre és Sárosi Katalin emlékére; Alexandra, Pécs, 2020